# 稀有种
稀有种是指一类非常罕见、稀缺或很少会见到的生物。政府等官方机构可能会指定稀有种。地球上约435,000种已知的植物中有36.5%是极度稀有种。
稀有种通常种群规模小，分布区狭窄，面临生境破碎化和气候变暖等环境变化时更容易灭绝，走向灭绝漩涡（extinction vortex）。群落中存在大量稀有种会显著提高群落的α多样性。